# Kóstas Krystállis
Kóstas Krystállis, en grec moderne : Κώστας Κρυστάλλης, né Kóstas Kroustállis (Κώστας Κρουστάλλης) en 1868 à Syrráko et mort en 1894 à Arta, est un écrivain et poète grec dont le genre littéraire principal relève de la poésie bucolique. Son œuvre maitresse est l'Ombre d'Hadès, qui fait référence à la guerre d'indépendance grecque,.

## Biographie
Fils d'un riche marchand, Kóstas Kroustállis naît en 1868 dans la province ottomane de langue grecque qu'est l'Épire, au nord-ouest de la Grèce actuelle. Cette partie de la Grèce fut durant sa vie sous domination ottomane et ce jusqu'en 1913. À l'âge de 12 ans, il intègre l'École Zosiméa (en) à Ioannina. Il écrit ses premières œuvres dans le grec archaïque de l'époque ottomane puis à partir de 1881 en démotique.
Ses écrits, à la tonalité patriotique marquée, lui valent de sérieux ennuis avec les autorités ottomanes. Condamné à l'exil par contumace, il se réfugie alors à Athènes où il change son nom et poursuit la rédaction de son œuvre. Il travaille également dans l'imprimerie, puis collabore entre 1892 et 1893 au journal La voix de L'Épire, avant d'occuper un poste de contrôleur sur la ligne Athènes-Le Pirée. En 1893, il remporte une somme d'argent à la loterie lui permettant de publier certains écrits. Atteint de la tuberculose, il meurt en avril de l'année suivante.
Ses œuvres, majoritairement écrites en prose, l'ont consacré comme l'un des membres principaux de la Nouvelle école d'Athènes (en).

## Œuvres
- Σκιαί του Άδου (L'ombre d'Hadès)
- Ο καλόγηρος της Κλεισούρας του Μεσσολογγίου (Les monts de Kletoura et de Missolonghi)
- Αγροτικά (Pastorale)
- Τραγουδιστής του χωριού και της Στάνης (Le chant du village et l'étang)
- Πεζογραφήματα (Nouvelles)
- Γκόλφω (Golfe)
- Ψωμοπάτης
- Αρπαγή (Circé)
- Αθάνατο νερό (L'eau éternelle)
- Θάνατος της βοσκοπούλας (La mort de Saphir)
- Αναμνήσεις (Mémoires)
- Όνειρο (Rêves)